# Daniel Gillois
Joseph Maurice Edgard Daniel Gillois (Fontainebleau, 5 de febrero de 1888-Fontainebleau, 28 de diciembre de 1959) fue un jinete francés que compitió en la modalidad de doma. Participó en los Juegos Olímpicos de Berlín 1936, obteniendo una medalla de plata en la prueba por equipos.

## Palmarés internacional
| Juegos Olímpicos | Juegos Olímpicos  | Juegos Olímpicos | Juegos Olímpicos |
| Año              | Lugar             | Medalla          | Categoría        |
| ---------------- | ----------------- | ---------------- | ---------------- |
| 1936             | Berlín (Alemania) | Medalla de plata | Por equipos      |